# قلعة المنسى

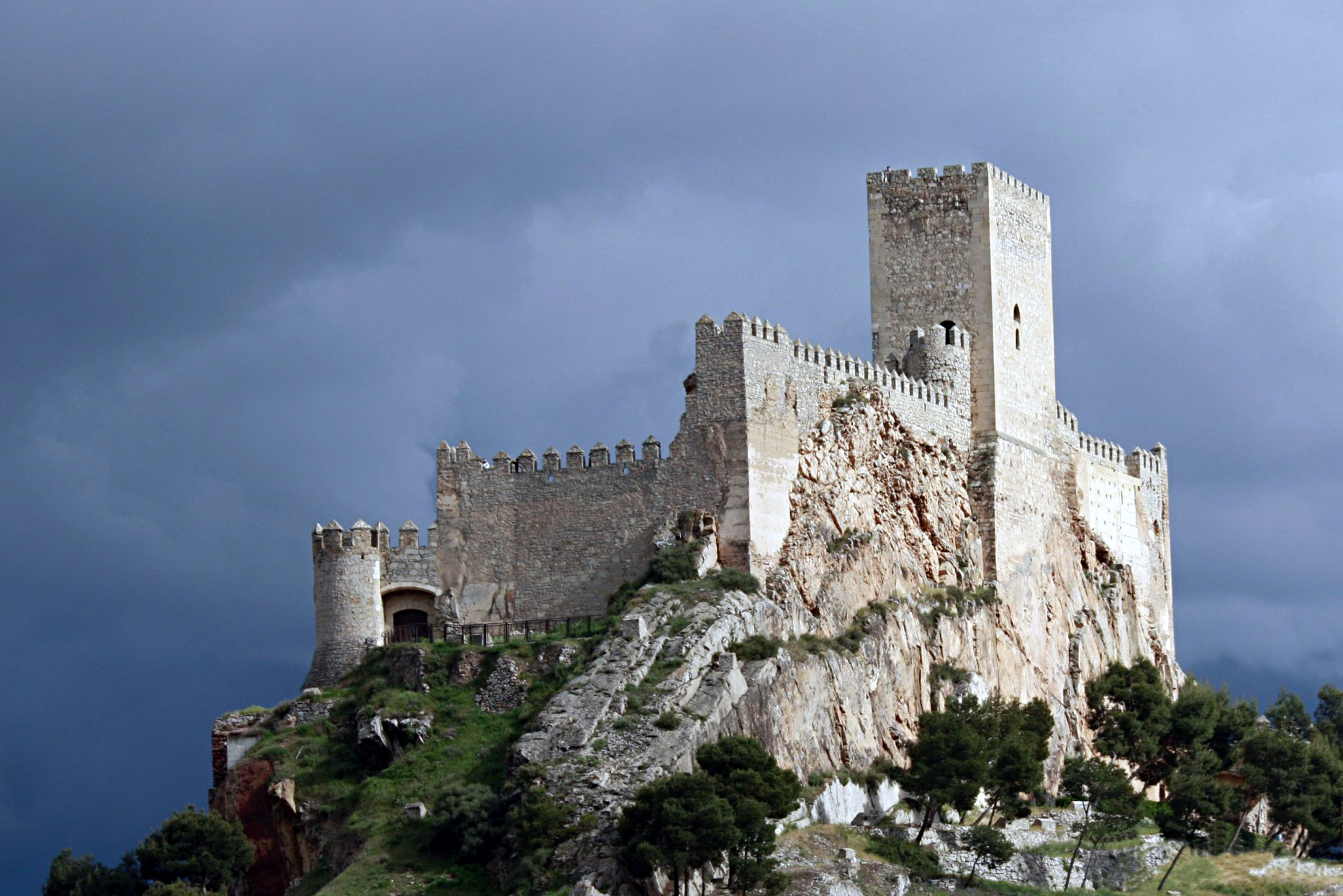

قلعة المنسى أو المَنصَف (بالإسبانية: Castillo de Almansa) القلعة تقع في المنسى، إسبانيا. وقد أُعلنت في عام 1921 واحدةً من أهم الأبنية الثقافية في البلاد.